# Pee Bee Squad
Pee Bee Squad war Mitte der 1980er Jahre ein Musikprojekt des britischen Sängers und Fernsehmoderators Paul Burnett.
Unter diesem Namen veröffentlichte er 1986 das Album Scars and Stripes. Die vorab ausgekoppelte Single Rugged and Mean, Butch and on Screen erreichte im Oktober 1985 die britischen Singlecharts.

## Diskografie
- 1985: Pee Bee Rap (Single)
- 1986: Rugged and Mean, Butch and on Screen / Talking D.J. Blues (Single; UK: #52)[1]
- 1986: Scars and Stripes (Album)
- 1986: Scars and Stripes / D.J. Talking Blues (Part 2) (Single)